# Withington (Shropshire)
Pour les articles homonymes, voir Withington (homonymie).
Withington est une paroisse civile et un village du Shropshire, en Angleterre.